# Bibliographie en sociologie des organisations
 (août 2024).
- Si vous ne connaissez pas le sujet, laissez ce bandeau (vous pouvez alors contacter les auteurs).
- Si vous supprimez le contenu mis en cause (vous pouvez préalablement contacter les auteurs),

argumentez précisément cette suppression dans la page de discussion
(un manque de référence n'est pas un argument ; une recherche réelle de référence doit avoir été effectuée, être formellement documentée).

## Ouvrages
- Philippe Bernoux, La sociologie des organisations, Seuil, 1990
- Philippe Bernoux, Henri Amblard, Gilles Herreros et Yves-Frédéric Livian, Les nouvelles approches sociologiques des organisations, Seuil, 2005
- Luc Boltanski et Ève Chiapello, Le nouvel esprit du capitalisme, Paris, Gallimard, coll. « NRF essais », 1999, 843 p. (ISBN 978-2-07-074995-9)
- Michel Callon et Bruno Latour, La Science telle qu'elle se fait, La Découverte, 1991
- Michel Crozier et Erhard Friedberg, L'acteur et le système : Les contraintes de l'action collective, Paris, Seuil, 1992
- Erhard Friedberg, Le pouvoir et la règle, Paris, Seuil, 1993
- Eugène Enriquez, De la horde à l'état : Essai de psychanalyse du lien social, Gallimard, 2003 (réed.)
- Michel Liu, Fondements et pratiques de la recherche-action, Paris, L'Harmattan, 1997, 350 p. (ISBN 978-2-7384-5780-6, présentation en ligne)
- Henri Mintzberg, Le pouvoir dans les organisations, Paris, Éditions d'Organisation, 1986
- Jean-Daniel Reynaud, Les règles du jeu : L'action collective et la régulation sociale, Paris, Armand Colin, 1997
- Renaud Sainsaulieu, L'identité au travail, Paris, Presses de Sciences Po, 1977
- Serge Dufoulon, Les gars de la marine, Paris, Métailié, 1998